# Shangri La (álbum de Jake Bugg)
Shangri La é o segundo álbum de estúdio do cantor inglês, Jake Bugg, lançado em 18 de novembro de 2013, através da gravadora Mercury Records. O single de avanço para promoção do disco, "What Doesn't Kill You", foi lançado em 24 de setembro de 2013, na iTunes Store.

## Antecedentes e produção
Depois do sucesso comercial de seu álbum de estreia, intitulado Jake Bugg (2012), que recebeu certificado platina pela British Phonographic Industry (BPI), por suas vendas superiores a 300 mil cópias no Reino Unido,Bugg começou a gravar seu segundo álbum de estúdio em Maio de 2013.Quando foi anunciado que o cantor estava trabalhando em um novo álbum, ele contou que já tinha uma faixa gravada, "Slum Door Sunrise",produzida por Rick Rubin em Malibu, Califórnia.
Quando foi perguntado sobre o som de seu novo material, em relação ao anterior, que foi feito ao lado de Iain Archer, Bugg afirmou que tem escutado muito Neil Young e Nick Drake para buscar inspirações, ele acrescentou que quer imitar o registro anterior, só que de uma melhor forma.O cantor manteve o título Shangri La pois é o mesmo nome do estúdio em que o disco foi gravado. A banda que trabalhou com Bugg no disco incluía Chad Smith do Red Hot Chili Peppers, Pete Thomas do The Attractions e músicos que já haviam tocado com Johnny Cash.Em entrevista a Zane Lowe da BBC Radio 1, Bugg revelou que o novo álbum explora a faceta garage rock que seu álbum de estreia não tinha.Quando perguntado sobre a duração das gravações do disco, Bugg respondeu:
| “ | Ele veio rápido, mas para mim, música é o que eu faço para fugir das coisas. Mesmo que seja uma loucura, quando tenho tempo para mim, pego na minha guitarra [...] Viajei muito e tive algumas experiências malucas, por isso tive muito sobre o que escrever. | ” |

## Singlese promoção
O primeiro single do projeto, "What Doesn't Kill You", descrito como uma "faixa urgente",foi tocada pela primeira vez por Zane Lowe, em seu programa de rádio BBC Radio 1, em 23 de setembro de 2013.O videoclipe da canção, dirigido por Andrew Douglas,foi lançado no mesmo dia, através do canal oficial de Bugg no Vevo.O tabloide inglês Nottingham Post comparou o vídeo da canção com vídeos de bandas como Arctic Monkeys e The Strokes.
Um porta-voz de Bugg afirmou que "liricamente [Bugg] ainda está baseando o disco em suas experiências de vida em Nottingham, mas em um foco muito mais nítido, capturando a intensidade emocional de encontrar seus pés como um adolescente. Musicalmente [What Doesn't Kill You] é uma música escaldante, queimando em apenas dois minutos e que você irá ouvir o ano inteiro".
Assim como o primeiro single do disco, o segundo, "Slumville Sunrise", estreou na BBC Radio 1 em 17 de outubro de 2013.

## Alinhamento de faixas
A lista oficial com as faixas de Shangri La foi publicada na iTunes Store.
| N.º | Título                               | Duração |  |
| 1.  | "There's a Beast and We All Feed It" | 1:41    |  |
| 2.  | "Slumville Sunrise"                  | 2:58    |  |
| 3.  | "What Doesn't Kill You"              | 2:04    |  |
| 4.  | "Me and You"                         | 2:58    |  |
| 5.  | "Messed Up Kids"                     | 2:58    |  |
| 6.  | "A Song About Love"                  | 3:59    |  |
| 7.  | "All Your Reasons"                   | 5:08    |  |
| 8.  | "Kingpin"                            | 2:27    |  |
| 9.  | "Kitchen Table"                      | 4:55    |  |
| 10. | "Pine Trees"                         | 2:50    |  |
| 11. | "Simple Pleasures"                   | 5:02    |  |
| 12. | "Storm Passes Away"                  | 2:54    |  |

## Desempenho nas paradas musicais

### Posições
| Parada musical (2013)                  | Melhor posição |
| -------------------------------------- | -------------- |
| Alemanha (Media Control Charts)        | 21             |
| Austrália (ARIA)                       | 38             |
| Áustria (Ö3 Austria Top 40)            | 22             |
| Bélgica (Ultratop) (Flandres)          | 14             |
| Bélgica (Ultratop) (Valônia)           | 42             |
| Dinamarca (Hitlisten)                  | 30             |
| Escócia (Official Scottish Albums)     | 2              |
| Estados Unidos (Billboard 200)         | 46             |
| Estados Unidos (Billboard Folk Albums) | 1              |
| França (SNEP)                          | 61             |
| Irlanda (IRMA)                         | 9              |
| Itália (FIMI)                          | 96             |
| Japão (Oricon)                         | 26             |
| Noruega (VG-lista)                     | 28             |
| Nova Zelândia (RMNZ)                   | 19             |
| Países Baixos (Dutch Charts)           | 32             |
| Reino Unido (UK Albums Chart)          | 3              |
| Suíça (Schweizer Hitparade)            | 19             |

### Certificações
| País              | Certificação |
| ----------------- | ------------ |
| Reino Unido (BPI) | Ouro         |

 
|}

## Histórico de lançamento
| País        | Data                   | Formato(s) | Gravadora(s) |
| ----------- | ---------------------- | ---------- | ------------ |
| Reino Unido | 18 de novembro de 2013 | CD         | Virgin EMI   |